# 黒の探偵
『黒の探偵』（くろのたんてい）は、日丘円による日本の漫画作品。スクウェア・エニックスの月刊少年ガンガンにて2013年3月号から2015年8月号まで連載された。また、ウェブコミック配信サイト『ガンガンONLINE』にて2013年8月8日更新分から2015年7月30日まで再掲載されていた。

## あらすじ
「ドS」な「俺様」気質の高校生探偵の黒葉と、「ドM」で気弱な高校生の十色が事件を究明し、犯人をいじめ倒す。
黒葉にまとわり付くストーカー少女「御巫音々」、そして自称黒葉のライバル探偵である「宇佐美一途」の出現により黒葉の探偵物語が始まり、凶悪な連続殺人鬼「ドッペルゲンガー」の正体に迫ってゆく。

## 登場人物

### 主要人物
黒葉 杳（くろば よう）
本編の主人公の一人。高校生だが探偵として天羽探偵事務所に居座ることが多い。
冷静沈着でかなりの頭脳明晰である一方、事件の犯人を暴いてはいじめ倒すことが生きがいのドSで、潔い犯人をむしろ嫌う。オムライスが大好物だが、グリーンピースと甘いものが嫌い。
十色を友達ではなく、下僕的な存在として事務所の掃除等を働かせている。
しかし、十色が殺人事件の容疑者に偽装された際にも警察関係者に同行する等、周囲の人間に対して面倒見のいい所がある。
連続殺人鬼ドッペルゲンガー（通称ダブル）を追っている。過去、天羽探偵がダブルを追い詰め殺害しようとしているところに通りかかり、詳しい事情を知らぬが故天羽探偵を止めたが、目の前で彼を殺される。その責務で独自にダブルの調査と追跡を行う。
ダブルが起こした事件を調べていく内に、正体として渡会心が浮上。また数年前に、人身事故で死亡した弟こそが本当のダブルだと判明。十色が狙われた時に自身が本当の標的になるとわかり、罠を仕掛け彼を止めることに成功する。
十色 新（といろ あらた）
本編の主人公の一人。黒葉と同じ高校生で、ボランティア部に所属。
何事にも献身的に取り組むお人よしな性格だが、鈍く失敗することが多い。また無自覚ながら内面や思考にドMじみた一面もある。パフェなどの甘いものが大好きな甘党。
黒葉とはファミレスでお互い注文した品を交互に間違えられ、十色が黒葉の注文した品を食べてしまったことがきっかけで知り合った。その際、遊びに誘われた探偵事務所を綺麗にした家事能力を見込まれ、やや強引に助手とされてしまう。
黒葉からは下僕扱いされるも彼のことを羨ましむ一面がある。
御巫 音音（みかなぎ ねね）
本編のヒロイン。中学生。自身のことを黒葉の婚約者と勘違いするほど、かなり思い込みが激しく黒葉をストーキングしている。その徹底したストーキングを彼に気に入られ、調査員として利用され、犯人の手掛かりになるものの収集をすることが多い。黒葉に惚れた理由は、過去に黒葉がチンピラから救ったと勘違いしているためである。
宇佐美 一途（うさみ いっと）
天羽探偵の弟子である高校生。彼から探偵の基礎を学び、いつかは独立して探偵になることを目指している。
天羽探偵が死亡後、突然事務所に来た黒葉のことを嫌い、彼を事務所から叩き出そうとしているが、黒葉と事件のことを議論するなど、ある程度探偵としての資質や気持ちを理解している。ドッペルゲンガー事件の後、師である天羽探偵や自分のやり方が間違ってたことを理解し、十色と黒葉に謝り和解した。
過去に父親の偽装自殺を天羽探偵に解決してもらったことがあり、その恩を返そうとしている。
ある理由でカタツムリが苦手である。

### 犯罪者
月城 怜（つきしろ れい）
黒葉や十色と同じ高校生でタレント事務所の人気モデル。
ドッペルゲンガー事件の生存者であるが、その正体は連続殺人鬼「ドッペルゲンガー（ダブル）」自身。性格は残忍で、殺した人物の首を切断しその人物に化けることがある。
黒葉曰く、被害者になり代わると家族や親しい人でも見分けることが困難とのこと。しかし一度、黒葉に化けて十色の前に現れた際には、本人の嫌いなグリーンピース入りのサラダを完食するなど、やや抜けがあり完璧ではない。
黒葉と宇佐美に正体を明かされる前までは、偽名として双子の実兄の本名である「渡会 心（わたらい しん）」を利用していた。
天羽探偵とその家族だけでなく双子の実兄も殺害した。
実は、数年前の人身事故で死亡したことになっているが、実際に死亡したのは兄の方であり、その時に彼の首を切断し入れ替わる。
愛情に執着し、渡会家に引き取られるのを望んだが、兄が放火し死亡させた事で叶わなくなってしまった。「兄の方も養父母と肉親の関係で虐待を受けている。」それが引き金になり彼を殺害。その後自分の誤解だとわかるも、愛情を知るために次々に事件を引き起こし、被害者に変装する。
黒葉の助手の十色を利用し黒葉と入れ替わろうとしたが、黒葉の策で彼の罠に掛かり生石灰を受けて視力を失い、その後、警察に逮捕された。
起訴を受ける前に、突如病室に現れたアッシュフィールド伯爵に更生の余地がないと判断され、死亡。
彼にとって愛情とはなんなのかわからないまま悲劇的な最期を遂げてしまった。
アーサー・L・アッシュフィールド
英国出身の貴族。
常に拘束されたり、牢のような暗所にいないと気が済まない変人。
相手の心理を読み取り、事件の究明を明かすことのできる驚異的な推理能力を持つ。
しかし、更生の余地のない人物を次々殺害しており、現地の話から連続殺人鬼と言われている。又、物的な証拠がないため警察機関でも彼を逮捕できない。
過去に殺人事件の人物をカウンセリングを行った際、その人物によって家族を殺された事がある。

### 関係者
一之瀬 勇（いちのせ ゆう）
所轄署の刑事､難事件があるたびに天羽探偵事務所を訪れる。
双子の妹がおり、両者とも溺愛している。黒葉からはシスコン刑事や悪しき刑事とも言われる。
白鳥 雪姫（しらとり ゆきめ）
あるタレント事務所の人気アイドル。ある事件をきっかけに黒葉や十色と知り合う。
ドッペルゲンガー事件の後、（月城怜が成り代わった）渡会心に手紙を出すなど、以前から彼に好意があると思われる。

## 単行本
- 日丘円 『黒の探偵』 スクウェア・エニックス〈ガンガンコミックス〉、全7巻
  1. 2013年9月21日発売 ISBN 978-4-7575-4060-6
  2. 2014年2月22日発売 ISBN 978-4-7575-4222-8
  3. 2014年6月21日発売 ISBN 978-4-7575-4328-7
  4. 2014年10月22日発売 ISBN 978-4-7575-4442-0
  5. 2015年3月20日発売 ISBN 978-4-7575-4583-0
  6. 2015年6月22日発売 ISBN 978-4-7575-4666-0
  7. 2015年10月22日発売 ISBN 978-4-7575-4758-2